# 张相公庙 (北京)
张相公庙，位于北京市西城区迎新街84号。

## 简介
张相公庙位于迎新街南段，原为关帝庙。清朝康熙二十二年（1683年）重建。供奉文武二帝及“宋封浙江潮神靖江王张公”。朱一新《京师坊巷志稿》载：“阎王庙街，俗讹延旺。井一。有泸州会馆。迤南曰张相公庙。有云南会馆。旧有寿张会馆，今废。《宸垣识略》：张相公庙在延旺庙街，旧为关帝庙，康熙二十二年，萧山绅士重建，祀文武二帝，暨宋封浙江潮神靖江王张公。有少詹事周之麟碑。案：《皇朝通典》，雍正三年，浙抚疏请庙祀江海保障诸神，乃封宋张夏为静安公，庙祀萧山县。《胡稚威年谱》：乾隆十二年十月，移居阎王庙。”
中华民国时期，张相公庙所在的路段称“张相公胡同”。1965年和延旺庙街（因俗称“阎王庙”的地藏禅林而得名）合并为“迎新街”。张相公庙早已拆除。